# Astropecten bispinosus
Astropecten bispinosus là tên của một loài sao biển thuộc họ Astropectinidae sống ở biển Địa Trung Hải.

## Mô tả

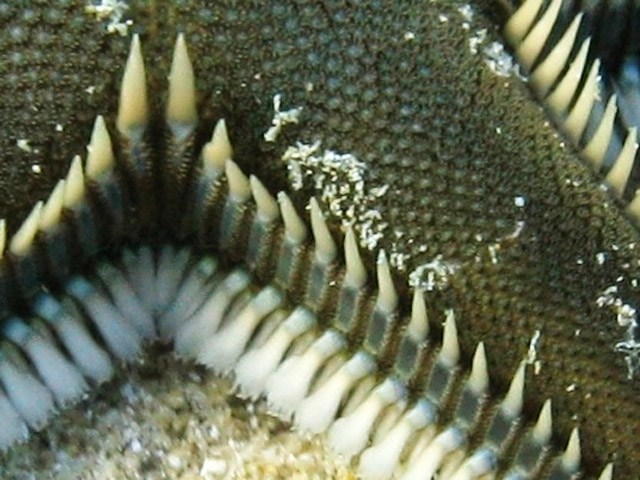
Gai của Astropecten bispinosus

Loài sao biển này thường có 5 cánh thuôn, hình búp măng. Mặt trên thì có màu xanh đậm hoặc nâu đậm và thậm chí người ta còn thấy có một số ít cá thể loài này có màu nâu-hồng nhạt. Mặt dưới có màu nhạt hơn, cụ thể là màu trắng, nhưng cũng có các cá thể có màu vàng hoặc cam. Rìa cánh của nó có rất nhiều gai dài, nhọn, cân đối màu trắng, đôi khi cũng có màu vàng hoặc cam tương tự như mặt dưới. Số gai nhiều nhất ở mỗi cánh là 77 chiếc và thông thường thì lượng gai mỗi cánh là từ 40 đến 60 chiếc. Giữa 2 cánh thì có một cặp gai dài hơn những cặp khác. Số lượng gai có liên quan đến kích thước của mỗi cá thể. Kích thước bình thường của loài này là 21 cm (đường kính).

## Môi trường sống, hành vi và thức ăn

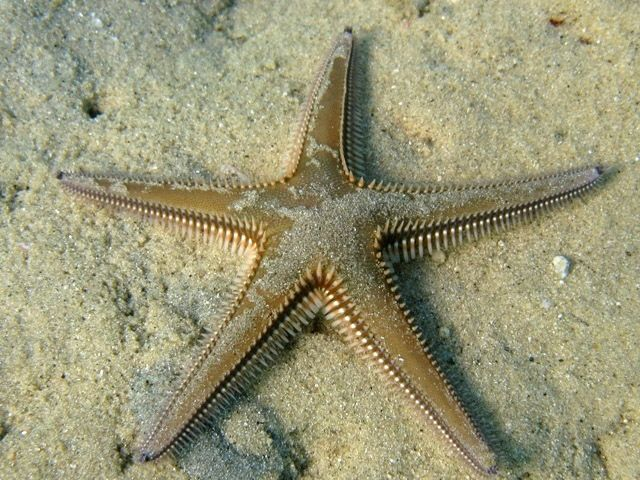
Astropecten bispinosus

Loài sao biển thuộc chi Astropecten này chỉ sống ở Địa Trung Hải, những nơi nó sống là đáy biển có cát, bùn hoặc là sỏi. Vào ban ngày, chúng thường ở bên dưới chất nền, nhưng vào cuối buổi chiều hay vào ban đêm thì nó di chuyển lên bề mặt để kiếm ăn. Nơi chúng thích sống nhất đó là những nơi có cát, gần bãi cỏ Cymodocea nodosa tại độ sâu từ 2 đến 100 mét. Người ta thấy loài này hoạt động mạnh vào cuối buổi chiều và thi thoảng họ cũng thấy nó vào buổi sáng hoặc buổi tối ở mọi thời điểm.
Đây là loài động vật ăn thịt, thức ăn của nó chủ yếu là các loài động vật thân mềm, các loài thân mềm hai mảnh vỏ. Nó sẽ dùng cánh để bắt mồi và đưa thức ăn đến miệng. Tại đó, những cái lông gai quanh miệng sẽ giữ con mồi.